# Cefisódoto, o Velho

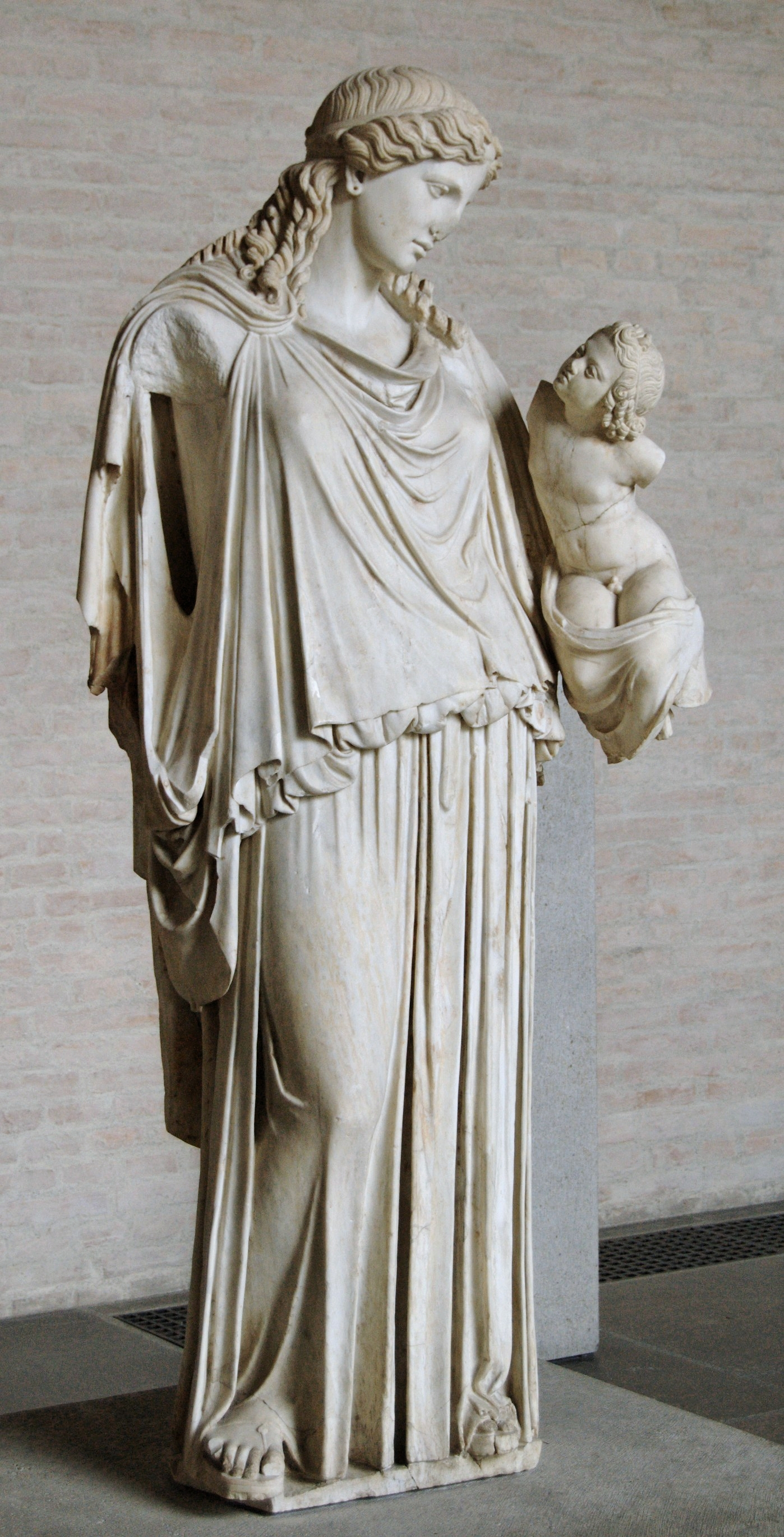
Cópia romana da Irene carregando Plutão.

Cefisódoto, o Velho (Κηφισόδοτος) (c. 415 a.C.), foi um escultor da Grécia Antiga, mestre, e provavelmente pai, de Praxiteles. 
Especialista em obras em bronze, mas também versado na técnica do mármore, desfrutou de fama enquanto viveu. Possivelmente foi um discípulo de Strongylion, e pode ter colaborado com ele e Olimpiostenes na criação de um grupo representando as Musas para o santuário do Monte Hélicon. Mais tarde outro grupo das Musas foi encomendado a Cefisódoto para o mesmo santuário, que segundo Pausânias tornou-se mais famoso do que o outro. É possível que tenha sido este o grupo das Musas levado por Constantino para Constantinopla, e provavelmente serviu de inspiração para uma família de variantes tardias hoje dispersa em vários museus da Europa.
Plínio refere que sua obra mais importante foi um grupo representando Hermes carregando o infante Dionísio, que foi identificado em cópias hoje preservadas em museus de Madri, Roma e Atenas, provavelmente aquele que Pausânias disse ter sido instalado na ágora de Esparta. Foi atribuída ao seu atelier a criação da tipologia do Dionísio Sardanapalo, que o mostra velho, barbado e vestido com um longo manto, a mão esquerda apoiada no quadril e a direita estendida para o alto, cujo protótipo provavelmente foi instalado no Santuário de Dionísio Eleutério. É provável que este original tenha sido levado para Roma no século I a.C. e substituído por uma cópia, porque todas as cópias que existem apontam para um modelo romano.
Outras obras atribuídas são uma Irene (Paz) carregando Plutão (Riqueza) em bronze para a ágora de Delfos, conhecida em cópias em mármore e pintadas em vasos; uma estátua de Sólon para a cidade de Salamis; o protótipo da tipologia da Atena Arretina, que tem uma postura similar à do Dionísio Sardanapalo; uma estátua de Ártemis; um troféu de vitória para Delfos, e uma estátua de culto de Zeus Salvador sentado em um trono para o templo homônimo na cidade de Megalópolis, criada com a colaboração de seus discípulo Xenofonte e possivelmente inspirada no Zeus Olímpico de Fídias. A Atena do Pireu pode ser também uma obra sua.
Seu estilo é caracterizado pela face oval, expressão suave, testa triangular, olhos alongados, nariz proeminente, boca pequena com lábios volumosos, cabelos usualmente partidos ao meio, com cachos grossos levados para trás da cabeça, um tipo que se tornou muito popular e imitado. Os mantos são volumosos mas realçam sutilmente as formas anatômicas subjacentes. Herdeiro das tradições idealizantes do Alto Classicismo consagradas por Fídias e Policleto, seu estilo mostra uma tendência à humanização das figuras que indica a transição para o Baixo Classicismo.